# 滑川洋平
滑川 洋平（なめかわ ようへい、2月12日 - ）は、日本の男性声優。茨城県出身。青二プロダクション所属。

## 略歴
声優になろうと思ったきっかけは『新世紀エヴァンゲリオン』を見たことから。
東海大学、アミューズメントメディア総合学院卒業。

## 人物
趣味は旅、カメラ、バスケットボール、ギター。

## 出演
太字はメインキャラクター。

### テレビアニメ
2012年
- 探検ドリランド（ガリガリゾンビ）
- 超速変形ジャイロゼッター（2012年 - 2013年、矢野レッカ、コンビニ店員、飼育員、社員、田中、イレイザーβ）

2013年
- 聖闘士星矢Ω（召使）

2014年
- 暴れん坊力士!!松太郎（力士、兄弟子、なまはげ）
- オレカバトル（獄卒ゴズ、獄長牛頭馬頭）
- 金色のコルダ Blue♪Sky（評論家、男子部員）
- くつだる。（ミツケ隊C、お札もどし）
- ドラゴンボール改（調教師、観客）
- ノーゲーム・ノーライフ（観衆）
- ONE PIECE（観客、選手、兵士、患者、部下）
- ONE PIECE “3D2Y” エースの死を越えて! ルフィ仲間との誓い（海兵）
- 愛・天地無用!（技師長、GPSWAT隊員）

2015年
- 俺物語!!（中堅）
- 暗闇三太（ヤス、坑夫A）
- 戦国無双（伝令兵、盗賊B）
- それが声優!（放送局プロデューサー、客、二条監督）
- 電波教師（ソヌマップ店員、客A、男A、男子生徒A）
- ドラゴンボール超（客）
- ワールドトリガー（部下）
- ONE PIECE 〜アドベンチャー オブ ネブランディア〜

2016年
- 金田一少年の事件簿R（関係者）
- この男子、魔法がお仕事です。（高宮、友人）
- 美少女戦士セーラームーンCrystal Season III（男子生徒）
- 灰と幻想のグリムガル（ゴブリンB）

2017年
- 龍の歯医者
- メイドインアビス（職員）

2018年
- ひそねとまそたん（管制官、城田、役人B）

2024年
- メタリックルージュ（局員）

### 劇場アニメ
- ドラゴンボールZ 復活の「F」（2015年）
- なぜ生きる 蓮如上人と吉崎炎上（2016年、聴衆）
- 君の名は。（2016年[6]）

### Webアニメ
- 聖闘士星矢: Knights of the Zodiac（2019年、警備2）

### ゲーム
時期不明
- Divina Cute（小次郎）

2011年
- TERA（フラテコ・カイルム）

2012年
- 仮面ライダー 超クライマックスヒーローズ（仮面ライダーサガ）
- モンスター烈伝　オレカバトル（獄卒ゴズ、獄長牛頭馬頭）

2013年
- 下天の華（門番）
- シャイニング・アーク
- 討鬼伝（プレイヤーボイス）
- VitaminX（男子生徒）
- マブラヴ オルタネイティヴ トータル・イクリプス（査問委員会）

2014年
- あやかしごはん（送り犬）
- 仮面ライダー サモンライド!

2015年
- 英雄伝説 空の軌跡 FC Evolution（ミック）
- 黒子のバスケ 未来へのキズナ（お好み焼き屋店員）
- ケイオスドラゴン 混沌戦争（ヒスター）
- 重装機兵レイノス（アレクセイ・ローガン中佐、ロンベルク・V・ザーター）
- 大正×対称アリス（シンデレラの父）
- 東亰ザナドゥ（ハマさん）
- 龍が如く0 誓いの場所（辻）

2016年
- 金色のコルダ4（原田龍之介）
- 三国志繚乱バトル（張遼）
- ペルソナ5

2017年
- 幻想少女（徐晃）

2019年
- クイズRPG 魔法使いと黒猫のウィズ（ガタラ・カタラ）

2025年
- ORE'N（獄卒ゴズ）

### ドラマCD
- 蒼き雷霆ガンヴォルト 義心憤怒 / III（2015年、部下B[11]）

### テレビ
- コンちゃんテンちゃん 総合メディア開発コンテンツ警備隊（カトウ隊員の声）
- ハマナビ（ナレーション）
- 次の世代につなげたい 〜羽田まつり〜（ナレーション）
- クイズ!脳ベルSHOW（ナレーション）